# Lista över offentlig konst i Lidingö kommun
Lista över offentlig konst i Lidingö kommun är en ofullständig förteckning över främst utomhusplacerad offentlig konst i Lidingö kommun. 
| Titel                                          | Konstnär(er)              | Årtal | Beskrivning | Typ - material                  | Plats Koordinater                                            | Bild                      |
| ---------------------------------------------- | ------------------------- | ----- | ----------- | ------------------------------- | ------------------------------------------------------------ | ------------------------- |
| Fiskarflickan                                  | Ansgar Almquist           | 1973  |             | Skulptur - Brons                | fontän framför Lidingö stadshus koordinater saknas           | Fiskarflickan             |
| Samspråk vid badet                             | Ansgar Almquist           | 1957  |             | Skulptur - Brons                | Torsviksparken koordinater saknas                            | Samspråk vid badet        |
| Torch of hope Även känd som: Sailing torch     | Mi Ancarcrona             | 2011  |             | Skulptur - Glasfiber            | Stadshusets entré koordinater saknas                         |                           |
| Sjölejon                                       | Knut Anderson             | 1951  |             | Skulpturgrupp - Cement          | Torsviksparken koordinater saknas                            | Sjölejon                  |
| Älgen                                          | Lars Andersson            | 1962  |             | Skulptur - Brons                | Käppala skola koordinater saknas                             |                           |
| Båten                                          | Percy Andersson           | 1980  |             | Lekskulptur - Trä               | Äppelbo förskola koordinater saknas                          |                           |
| Vågspel                                        | Stig Blomberg             | 1965  |             | Skulptur - Brons                | Källängstorget koordinater saknas                            |                           |
| Åtta stolar                                    | Liv Due                   | 1992  |             | Skulpturgrupp - Sten            | Centrumparken 59.3652, 18.1337                               |                           |
| Den glada draken.                              | Pye Engström              | 1963  |             | Lekskulptur - Betong            | Torsviks skola koordinater saknas                            |                           |
| Den lilla havsfröken Även känd som: La Pucelle | Liss Eriksson             | 2003  |             | Skulptur - Brons                | strandpromenad vid Mölna koordinater saknas                  | Den lilla havsfröken      |
| Bevingad kub                                   | Aston Forsberg            | 1969  |             | Cortenstål                      | Rudboda torg koordinater saknas                              |                           |
| Kusinen                                        | Monika Gora               | 2012  |             | Glasfiberarmerad polyesterplast | parken Rolands plats vid Kyrkvägen koordinater saknas        |                           |
| Raoul Wallenbergs gärning                      | Willy Gordon              | 1999  |             |                                 | Centrumparken 59.3653, 18.1344                               | Raoul Wallenbergs gärning |
| Esox                                           | Eric Grate                | 1968  |             | Skulptur - Brons                | Bodals skola koordinater saknas                              |                           |
| Samothrake                                     | Eric Grate                | 1977  |             | Skulptur - Brons                | Stadshuset, utanför entrén 59.3646, 18.1321                  | Samothrake                |
| Ögat                                           | Lars-Erik Husberg         | 1985  |             | Skulptur - Brons                | stadshusets innergård koordinater saknas                     | Ögat                      |
| Attacheväska RW                                | Ulla Kraitz Gustav Kraitz | 2002  |             |                                 | Kappsta koordinater saknas                                   | Attacheväska RW           |
| Igelkott                                       | Göran Lange               | 1975  |             | Skulptur - Granit               | Yttringe förskola koordinater saknas                         |                           |
| Fart                                           | Börje Lindberg            | 1960  |             | Relief - Brons                  | Bodals skola koordinater saknas                              |                           |
| Flickan med stråhatt                           | Sven Lundqvist            | 1986  |             | Skulptur - Brons                | servicehuset Tor koordinater saknas                          |                           |
| Hästskojare                                    | Sven Lundqvist            | 2008  |             | Brons                           | parken vid Vasaborgen koordinater saknas                     |                           |
| Löparmonumentet                                | Sven Lundqvist            | 1994  |             |                                 | Grönsta gärde koordinater saknas                             | Löparmonumentet           |
| Näcken                                         | Sven Lundqvist            | 1957  |             |                                 | Baggeby torg koordinater saknas                              |                           |
| Tröst                                          | Sven Lundqvist            | 1975  |             | Sandsten                        | Larsbergs torg koordinater saknas                            |                           |
| Familjen                                       | Svenrobert Lundqvist      | 1968  |             | Skulpturgrupp - Granit          | Bo skola koordinater saknas                                  |                           |
| Katter                                         | Aline Magnusson           | 2012  |             | Brons                           | Centrumparken koordinater saknas                             |                           |
| Tranor vid boet                                | Jussi Mäntynen            | 1967  |             | Brons                           | Siggebogårdens gård koordinater saknas                       |                           |
| Minnesmärke över Gustav Dalén                  | Bror Marklund             | 1945  |             |                                 | rondellen Läroverksvägen/Södra Kungsvägen koordinater saknas |                           |
| Flöjtspelande ängel                            | Carl Milles               | 1997  |             | Brons                           | Torsviksberget vid brofästet koordinater saknas              |                           |
| Lekande elefanter                              | Carl Milles               | 1947  |             | Skulptur - Brons                | Klockaregårdens skola koordinater saknas                     | Lekande elefanter         |
| Till en annan värld                            | Carl Milles               | 2008  |             | Brons                           | rondellen Södra Kungsvägen/Lejonvägen 59.36303, 18.13217     | Till en annan värld       |
| Leklabyrint i trä                              | Birgitta Stenberg         | 1972  |             | Lekskulptur - Trä               | Skärsätra skolgård koordinater saknas                        |                           |
| Leklabyrint                                    | Ulf Sucksdorff            | 1968  |             | Plast                           | Bodals skola koordinater saknas                              |                           |
| Människan i centrum                            | Sven Lundqvist            |       |             | Skulptur - Brons                | Lidingö centrum 59.36591, 18.13546                           | Människan i centrum       |

## Fotnoter
1. ↑  placerad 2009
2. ↑  ska flyttas till Fågelöuddebadet